# Stanimir Cholakov
Stanimir Cholakov, né le 17 décembre 1991 à Pastrogor (en), est un coureur cycliste bulgare.

## Biographie
Après avoir initialement donné son accord au CC Villeneuve Saint-Germain, il poursuit finalement une saison supplémentaire avec l'équipe Unieuro Trevigiani-Hemus 1896 en 2018.

## Palmarès
- 2013
  - 2e du championnat de Bulgarie sur route espoirs
  - 3e du championnat de Bulgarie du contre-la-montre espoirs
- 2014
  - 3e du championnat de Bulgarie du contre-la-montre
  - 3e du championnat de Bulgarie sur route
- 2017
  - Tour du Kosovo :
    - Classement général
    - 2e étape

  - 3e étape du Tour de Bulgarie-Nord
- 2018
  - 2e du Tour de Mersin

## Classements mondiaux
| Année           | 2015 | 2016   | 2017 | 2018 |
| --------------- | ---- | ------ | ---- | ---- |
| UCI Europe Tour | 728e | 1 035e | 631e | 703e |